# Station Hanau Nord
Station Hanau Nord is een spoorwegstation in de Duitse plaats Hanau. Het station werd in 1879 geopend.